# Veli Lampi
Veli Lampi, född 18 juli 1984 i Seinäjoki, är en finländsk fotbollsspelare som sedan 2016 spelar i Vaasan Palloseura och Finlands landslag. Han har även spelat i klubbar som FC Zürich och Willem II.

## Meriter
HJK Helsingfors
- Tipsligan: 2014
- Finlands cup: 2006, 2014

FC Zürich
- Schweiziska superligan: 2007, 2009